# PZL–105 Flaming
A PZL–105 Flaming Lengyelországban, a varsói PZL Warszawa-Okęncie vállalatnál tervezett és három példányban megépített rövid fel- és felszállási úthosszú (STOL), többcélú repülőgép. Csak prototípus szintjén maradt, sorozatban nem gyártották.

## Története és jellemzői
A gépet a népszerű és elterjedt PZL–104 Wilga nagyobb teljesítményű, gazdaságosabb és nagyobb szállítási kapacitású utódjának szánták. A gyakorlásra, vitorlázó-vonatásra, ejtőernyősugratásra, légi mentésre és mezőgazdasági feladatokra is alkalmas alapváltozat mellett egy hidroplán-változat kialakítása is a célok között szerepelt. A gépet elsősorban exportra szánták, fő piacnak az Egyesült Államokat és Kanadát tekintették. Az 1980-as években kezdték el fejleszteni a PZL Warszawa-Okęcie vállalatnál, eredetileg Wilga 88 néven. A gép koncepcióját Andrzej Frydrychewicz vezetésével dolgozták ki. A fejlesztőmunka során a főkonstruktőr 1989-ig Roman Czerwiński, majd azt követően Wojciech Woźniczka volt. A gép alapvető kialakításában követte a PZL–104 Wilgát, de teljesen új konstrukció volt. A Wilgához hasonlóan felsőszárnyas repülőgép volt és felfele nyíló oldalsó ajtókat kapott. Megnövelték az utastér méretét, így az a pilótával együtt hat személy befogadására lett alkalmas. Elődjéhez képest további nagyobb eltérés volt, hogy a Wilga szabadonhordó szárnyával ellentétben az új gép szárnya mindkét oldalon egy-egy szárnydúccal merevített lett.
A gép első, szovjet gyártmányú, Vegyenyejev M–14P típusú csillagmotorral felszerelt prototípusa SP-PRC lajstromjellel 1989. december 19-én hajtotta végre első felszállását Varsóban. A gép sorozatgyártású változatának a PZL–105M típusjelet szánták. A második, amerikai Lycoming IO–720 boxermotorral felszerelt prototípus, a PZL–105L 1991-re készült el. Ez a gép SP-PRD lajstromjellel 1991. július 27-én repült először. A készült még egy nem repülőképes prototípus is, melyet a földi szilárdsági tesztekhez használtak fel.
Az 1980-as, 1990-es évek fordulójának lengyelországi politikai és gazdasági változásai során a gép fejlesztési programja háttérbe szorult. A PZL–130 Orlik katonai gyakorló repülőgép fejlesztése kapott prioritást, az elégtelen pénzügyi háttér miatt a PZL–105-ös programját leállították és a sorozatgyártást nem indították be. A PZL Warszawa-Okęcie helyette a PZL–104-est modernizálta és kifejlesztette a Lycoming IO–540-es boxermotorral felszerelt PZL–104 Wilga 2000-es változatot, melynek sorozatgyártása napjainkban is folyik.
A PZL–105 Flaming mindkét megépített prototípusa a krakkói Lengyel Repülési Múzeumhoz került.

## Műszaki adatai (PZL–105L)

### Tömeg- és méretadatok
- Fesztáv: 12,97 m
- Hossz: 8,67 m
- Szárnyfelület: 16,90 m²
- Magasság: 2,87 m
- Üres tömeg: 1150 kg
- Legnagyobb felszállótömeg: 1850 kg
- Hasznos terhelés: 700 kg

### Motor
- Motor típusa: Lycoming IO–720–A1B  léghűtéses, nyolchengeres boxermotor
- Motorok száma: 1 db
- Maximális teljesítmény: 298 kW (400 LE)

### Repülési adatok
- Legnagyobb sebesség: 260 km/h
- Gazdaságos utazósebesség: 235 km/h
- Szolgálati csúcsmagasság: 5000 m
- Emelkedőképesség: 5,6 m/s
- Hatótávolság: 980 km
- Átesési sebesség: 102 km/h
- Szárny felületi terhelése: 109 kg/m²

## Külső hivatkozások
- A PZL-105 Flaming a Lengyel Repülési Múzeum honlapján (angolul)
- Fényképek a PZL-105 Flamningról a Lotnictwo.net oldalon